# Krazy (Rudimental)
Krazy è un singolo del gruppo musicale britannico Rudimental, pubblicato il 6 marzo 2020 come primo estratto dal quarto album in studio Ground Control.

## Descrizione
Il brano ha visto la partecipazione vocale di Afronaut Zu e presenta spiccate sonorità UK garage. Secondo quanto spiegato da Piers Aggett, è stato tra i primi brani composti per l'album nonché quello che ha aiutato la formazione a prendere la sopracitata direzione garage per lo stesso insieme a Come Over:
Nel brano è presente anche un campionamento di Why Can't People Be Colors Too del gruppo soul The Whatnauts.

## Tracce
Testi e musiche di Piers Aggett, Amir Amor, Leon Rolle, Kesi Dryden, Sam Knowles, Adeola Badejo, Mark Crown, Renell Shaw e Michael Watson.
1. Krazy (feat. Afronaut Zu) – 2:45

## Formazione
Gruppo
- Amir Amor – chitarra, tastiera
- Piers Aggett – tastiera
- Leon Rolle – programmazione

Altri musicisti
- Adeola "Afronaut Zu" Badejo – voce
- Mark Crown – tromba
- Renell Shaw – chitarra
- Sam Knowles – tastiera

Produzione
- Rudimental – produzione
- Greg Freeman – missaggio
- Conor Bellis – ingegneria del suono
- Kevin Grainger – mastering